# ولادیمیر کومان
ولادیمیر کومان (انگلیسی: Vladimir Koman؛ زادهٔ ۱۶ مارس ۱۹۸۹ در اوژهورود، اوکراین) بازیکن فوتبال مجارستانی اوکراینی‌تبار است. 
از باشگاه‌هایی که در آن بازی کرده‌است می‌توان به سمپدوریا، آولینو، باری، موناکو، کراسنودار، اورال یکاترینبورگ و آدانااسپور اشاره کرد.

## تیم ملی
کومان سابقهٔ بازی در تیم‌های زیر ۱۷ سال، زیر ۱۹ سال، زیر ۲۰ سال، زیر ۲۱ سال و بزرگسالان مجارستان را دارد.
او در جام جهانی زیر ۲۰ سال (جوانان) در سال ۲۰۰۹، کاپیتان اول تیم زیر ۲۰ سال مجارستان بود و به همراه این تیم به مقام سومی دست یافت. همچنین او با به ثمر رساندن ۵ گل در ۶ بازی به عنوان دومین گلزن برتر مسابقات شناخته شد و کفش نقره‌ای مسابقات جام جهانی جوانان را به دست آورد.
بزرگسالان
او اولین بازی ملی خود را در ۲۹ مه ۲۰۱۰ در یک بازی دوستانه مقابل تیم ملی آلمان به انجام رساند. 
وی اولین گل ملی خود را در ۷ سپتامبر ۲۰۱۰ در مرحله مقدماتی جام ملت‌های اروپا ۲۰۱۲ مقابل تیم ملی مولداوی به ثمر رسانده است.
کومان در مجموع ۳۶ بار برای تیم ملی مجارستان به میدان رفته است و ۷ گل ملی در کارنامه دارد.

## آمار بازی‌های ملی
| تیم ملی مجارستان | تیم ملی مجارستان | تیم ملی مجارستان |
| سال              | تعداد بازی       | گل‌ها             |
| ---------------- | ---------------- | ---------------- |
| ۲۰۱۰             | ۷                | ۲                |
| ۲۰۱۱             | ۱۱               | ۳                |
| ۲۰۱۲             | ۷                | ۲                |
| ۲۰۱۳             | ۹                | ۰                |
| ۲۰۱۴             | ۲                | ۰                |
| ۲۰۱۵             | ۰                | ۰                |
| مجموع            | ۳۶               | ۷                |

## گل‌های ملی
| # | تاریخ           | محل برگزاری          | حریف        | گل  | نتیجه | مسابقات                |
| - | --------------- | -------------------- | ----------- | --- | ----- | ---------------------- |
| ۱ | ۷ سپتامبر ۲۰۱۰  | بوداپست، مجارستان    | مولدووا     | ۲–۰ | ۲–۱   | مقدماتی یورو ۲۰۱۲      |
| ۲ | ۸ اکتبر ۲۰۱۰    | بوداپست، مجارستان    | سان مارینو  | ۶–۰ | ۸–۰   | مقدماتی یورو ۲۰۱۲      |
| ۳ | ۷ ژوئن ۲۰۱۱     | سرواله، سان مارینو   | سان مارینو  | ۳–۰ | ۳–۰   | مقدماتی یورو ۲۰۱۲      |
| ۴ | ۱۰ اوت ۲۰۱۱     | بوداپست، مجارستان    | ایسلند      | ۱–۰ | ۴–۰   | بازی دوستانه           |
| ۵ | ۱۱ سپتامبر ۲۰۱۱ | بوداپست، مجارستان    | لیختن‌اشتاین | ۴–۰ | ۵–۰   | بازی دوستانه           |
| ۶ | ۷ سپتامبر ۲۰۱۲  | آندورا لاولا، آندورا | آندورا      | ۵–۰ | ۵–۰   | مقدماتی جام جهانی ۲۰۱۴ |
| ۷ | ۱۶ اکتبر ۲۰۱۲   | بوداپست، مجارستان    | ترکیه       | ۱–۱ | ۳–۱   | مقدماتی جام جهانی ۲۰۱۴ |

## افتخارات

### باشگاهی
سمپدوریا
- لیگ جوانان ایتالیا: ۰۸–۲۰۰۷

سپاهان
- لیگ برتر ایران: ۹۸–۱۳۹۷ (نایب قهرمانی)

### ملی
مجارستان
- جام ملت‌های اروپا زیر ۱۷ سال: ۲۰۰۶ (مقام پنجمی)
- جام ملت‌های اروپا زیر ۱۹ سال: ۲۰۰۸ (نیمه نهایی)
- جام جهانی زیر ۲۰ سال: ۲۰۰۹ (مقام سومی)

### فردی
- جام جهانی زیر ۲۰ سال: ۲۰۰۹ (کفش نقره‌ای – ۵ گل)

## زندگی شخصی
او در سال ۱۹۸۹ در اوکراین به دنیا آمد و در سال ۱۹۹۱ خانوادهٔ او به مجارستان نقل مکان کردند. پدر وی نیز یک بازیکن فوتبال بوده است. کومان در ژوئن ۲۰۱۴ با همسر روسی خود ازدواج کرد.